# نماذج اللاقياسية
نماذج اللاقياسية أو نماذج الخلل (بالإنجليزية: Models of abnormality)‏ هي فرضيات عامة عن طبيعة علم النفس اللاقياسي. توجد أربعة نماذج أساسية تفسر علم النفس اللاقياسي هي الحيوية، والسلوكية، والمعرفية، والديناميكية النفسية. تحاول جميعها شرح أسباب الأمراض النفسية وأساليب معالجتها. وتتبّع كل واحدة منها نهجًا مختلفًا عن البقية.

## النموذج الحيوي (الطبي)
يعتمد نموذج اللاقياسية الحيوي -النموذج الوحيد غير المعتمد على مبادئ علم النفس- على افتراض أنه في حال كان كلًّا من الدماغ والتشريح العصبي والكيمياء الحيوية المرتبطة بهما موجودات جسدية تتواسط العمليات النفسية عن طريق عملها معًا، فيجب إذًا معالجة أي خلل نفسي جسديًا أو حيويًا. ينشا قسمٌ من هذه النظرية من بحث عن الناقل العصبي الأساسي الذي يُسمي السيروتونين، إذ تبيّن حدوث أمراض نفسية رئيسية بسبب انخفاض مستويات السيروتونين في الدماغ كما في الاضطراب ثنائي القطب وفقدان الشهية العصابي. يشير هذا النموذج أيضًا إلى إمكانية ووجوب معالجة الأمراض النفسية مثلما يعالج أي مرض جسدي آخر (الحاصل بسبب اختلال توازن كيميائي، أو ميكروبي، أو إجهاد جسدي) وبناءً على ذلك يُمكن معالجة الأمراض النفسية جراحيًا أو دوائيًا. أثبتت أيضًا المعالجة بالتخليج الكهربائي فعاليتها عند المعالجة قصيرة الأمد للأعراض الاكتئابية في اضطراب ثنائي القطب والاعتلالات الأخرى المرتبطة به، على الرغم من عدم معرفة سبب نجاحها. يوجد أيضًا دليل على عامل جيني مسبّبٍ لمرضٍ نفسيٍّ. تكون المعالجة الرئيسية للأمراض النفسية ضمن نطاق هذا النموذج عن طريق: المعالجة بالتخليج الكهربائي، والمعالجة الدوائية، ونظرًا لاكتشاف دور البيولوجيا في الاضطرابات النفسية فقد تعطي المعالجة الجراحية نتائج جيدة في استعادة «الحالة السوية» في بعض الأوقات. وعلى أي حال، قد تنتج عن هذه المعالجات بعض العواقب، سواء كانت البيولوجيا مسؤولة عن المرض النفسي أو لم تكن، إذ يمكن دائمًا للدواء أن يتسبب بانتكاس تحسسي أو التسبب بالإدمان. قد تعرّض الجراحة المريض لإجهاد وجراحة غير ضروريين مما قد تُنتج مشكلات في الشخصية، على سبيل المثال، عندما يُعدل الجزء في الدماغ المسؤول عن الشعور (تحت المهاد) أو يُستأصل كاملًا.

### تقييم النموذج الحيوي (الطبي)
لا يعني تشخيص الفرد بـ«مرض» نفسي مسؤوليته بأي طريقة كانت عن هذا الخلل الوظيفي ولا يُلام على ذلك أيضًا. يُعتقد عمومًا أن مبدأ «عدم إلقاء اللوم» أكثر إنسانيةً ويحرّك تعاطف الآخرين.
وعلى أي حال، أشار زاراتا في عام 1972، إلى خوف الناس الكبير من الاضطراب النفسي -أكثر من المرض الجسدي حتى- وذلك لأنه شيءٌ غير مفهوم بالنسبة لهم. وبشكلٍ عامٍّ، لا يعرف الناس طريقة التعامل مع فرد شُخّص بأن لديه مرض عقلي. وقد يخافون من إمكانية عدم توقع سلوك الشخص أو من تشكيله خطرًا. ولذلك، يمنحهم هذا التعاطف طريقةً لتفادي الشخص، وبدوره قد يُشعر الشخص بأنه منبوذ. أُجريت أبحتث كثير جدًا ضمن إطار النموذج الطبي مما زوّد فهمنا للعوامل الحيوية التي من الممكن لها أن تتسبب بالاضطرابات النفسية. وعلى أي حال، تعدّ العديد من هذه الأبحاث غير حاسمة وقد توجد صعوبة في تفسير نتائجها. على سبيل المثال، من الصعب فك تشابك التأثيرات الجينية مع التأثيرات البيئية في الدراسات العائلية. ويكون من الصعب أيضًا تحديد السبب والنتيجة. فمثلًا، قد تكون مستويات الدوبامين المرتفعة نتيجةً لمرض الانفصام بدل أن تكون المسبّب له.
ينتقد العديد من الأخصائيين النفسيين الطب النفسي بسبب تركيز انتباهه الأولي على الأعراض لافتراضه إمكانية حل المشكلة عن طريق الأدوية المخففة للأعراض. ولسوء الحظ، عندما توقف الأدوية تعود الأعراض مجددًا في العديد من الحالات. مما يشير إلى عدم معالجة الأدوية لسبب المشكلة الأساسي.

## النموذج السلوكي
يفترض نموذج اللاقياسية السلوكي اكتساب الفرد جميع السلوكيات غير الملائمة من بيئته. ولذلك، يعطي الأطباء الممارسون لمعتقدات هذا النموذج الأولوية لتغيير السلوك بدلًا من تحديد سبب خلل السلوك هذا. تعد المعالجة بالتبغيض المعالجة الأساسية للمرض النفسي في إطار هذا النموذج، إذ تتم عن طريق تزامن المنبه المثير للسلوك المختل مع منبه ثاني، بهدف تكوين استجابة جديدة إلى المنبه الأول بالاعتماد على تجارب الثاني. بالإضافة إلى ذلك، يمكن استخدام ما يعرف بإزالة الحساسية الجهازي، خاصةً عندما يُشرك الرهاب من خلال تطبيق الرهاب المسبب للسلوك الحالي المختل بالتزامن مع رهاب آخر ذي استجابة حساسة أكثر. يهدف هذا إلى جعل الرهاب الأول أقل إخافةً عند مقارنته مع الرهاب الثاني. حقق هذا النموذج نجاحًا كبيرًا، حول ما يتعلق بالرهابات والاضطرابات القهرية، ولكنه لا يركز على سبب المرض أو المشكلة، مما يجعل خطر الانتكاس مرتفعًا.

### تقييم النموذج السلوكي
يتفوّق النموذج السلوكي فيما يتعلق بالقضايا الأخلاقية البارزة في النموذج الطبي عند وصفه شخص ما بأنه «مريض» أو «لا قياسي». فبدلًا من هذا يركز هذا النموذج على السلوك وفيما إذا كان «متكيف» أو «غير متكيف». يتيح هذا النموذج أيضًا أخذ الاختلافات الثقافية والفردية في الحسبان. ليس هنالك حاجة لاعتبار السلوك اضطرابًا نفسيًا، ولكن بشرط عدم تسبّبه مشاكل للفرد أو للأشخاص الآخرين. يحتجّ الداعمون لنموذج الديناميكية النفسية على تركيز النموذج السلوكي على الأعراض فقط وتجاهله أسباب السلوك المختل. ويعتبرون أيضًا الأعراض مجرّد غيض من فيض، فهي التعبير الخارجي لمشاكل شعورية داخلية أكثر عمقًا. عندما تُعالج الأعراض بدون أي محاولة لتحرّي المشاكل الداخلية الأعمق، فسوف تظهر المشكلة نفسها بطريقة أخرى، عن طريق أعراض مختلفة. وهذا ما يُعرف باستبدال العرض. يرفض خبراء علم السلوكية هذا الانتقاد ويدّعون عدم الحاجة للنظر إلى ما وراء الأعراض السلوكية لأن الأعراض هي الاضطراب. ولذلك لا فائدة من البحث عن الأسباب الداخلية، سواء كانت جسدية أو نفسية. يشير خبراء علم السلوكية إلى نجاح العلاج السلوكي عند معالجة اضطرابات معينة. ويرى آخرون أن تأثيرات العديد من المعالجات هي تأثيرات قصيرة الأمد. والقضايا الأخلاقية التي يثيرها النموذج السلوكي موضع نقد. يرى البعض بأن معالجاته غير إنسانية وغير أخلاقية. على سبيل المثال، رُفضت معالجة الأشخاص بالتبغيض دون موافقة.

## النموذج المعرفي
يركّز نموذج اللاقياسية المعرفي على التشوهات المعرفية أو خلل عمليات التفكير والقصور المعرفي، خاصةً في حال غياب التفكير والتخطيط الكافيين. يعزو النموذج المعرفي العديد من الاضطرابات النفسية إلى هذه المتغيرات، وباتباع هذا المنظور يفسّر الأخصائيون النفسيون اللاقياسية على أساس التفكير غير العقلاني والسلبي، وذلك بالانطلاق من المبدأ الأساسي الذي يعتبر التفكير هو المحدد لكل السلوكيات.
يعدّ نموذج اللاقياسية المعرفي واحدًا من القوى المسيطرة على علم النفس الأكاديمي، بدأ في سبعينيات القرن العشرين، وتُعزى جاذبيته إلى تأكيده أهمية تقييم العمليات النفسية الداخلية مثل الإدراك الحسي، والانتباه، والذاكرة، وحل المشكلات. تساعد هذه العمليات الأخصائيين النفسيين في تفسير تطور الاضطرابات النفسية والعلاقة بين المعرفة ووظيفة الدماغ من أجل تطوير التقنيات العلاجية والتداخلات خاصةً.
يتشابه النموذج المعرفي كثيرًا مع النموذج السلوكي عند معالجة السلوك المختل أو الاضطراب النفسي، ويكمن الاختلاف الأساسي بينهما في تعليم المريض التفكير الصحيح في النموذج المعرفي بدلَا من تعليمه السلوك الصحيح كما في النموذج السلوكي. فيتطلعون إلى تغيير السلوك الخارجي عن طريق تغيير مشاعر وأحاسيس المريض تجاه أمرٍ ما. وعلى الرغم من تشابه أساليبه مع النموذج السلوكي، إلا أن الأخصائيين النفسيين يستخدمون أساليب علاجية أخرى في هذا النموذج. ومن الافتراضيات الرئيسية في العلاج المعرفي هي أن تشمل المعالجة مساعدة للفرد لإعادة تكوين أفكاره مما يدفعه للتفكير بنفسه وحياته ومستقبله بإيجابية أكثر.
تُعد المعالجة العقلانية الانفعالية السلوكية إحدى المعالجات الأساسية، تستند إلى المبدأ الذي يفترض تغيّر الأفكار اتجاه الظروف بسبب «تفعيل» حادثة شعورية، حتى ولو كانت هذه الأفكار غير منطقية. فيقوم الأخصائيون النفسيون في هذا العلاج بالسؤال عن الأفكار غير العقلانية وتغييرها. ويتشابه مع النموذج السلوكي في موطن نجاحه، إذ أُثبت نجاحه الكبير عند معالجة الاضطرابات القهرية والرهابات. وعلى الرغم من عدم تعامله المباشر مع السبب، إلا أنه يحاول تغيير الحالة في نطاق أوسع من النموذج السلوكي. ونظرًا لخصائص كل منهما وتشابههما، يجمع الأخصائيون النفسيون في بعض الحالات النموذجين السلوكي والمعرفي معًا عند معالجة الاضطرابات النفسية.